# Serhij Bakun
Serhij Mykołajowycz Bakun, ukr. Сергій Миколайович Бакун (ur. 29 stycznia 1962, Ukraińska SRR) – ukraiński trener piłkarski.

## Kariera trenerska
W 2003 trenował zespół amatorski Polissia Dobrianka. Od 2004 do maja 2007 pomagał trenować piłkarzy Desny Czernihów, a 7 maja 2007 został mianowany na pełniącego obowiązki głównego trenera czernihowskiego klubu, którym kierował do 25 czerwca 2007. Następnie do czerwca 2008 kontynuował pracę jako asystent trenera Desny. Od czerwca do października 2008 prowadził drugi zespół Desny Czernihów. Od 2009 do czerwca 2011 stał na czele Jednist'-2 Płysky.